# Beni Ourtilane
Beni Ourtilane (în arabă بنى ورثيلان) este o comună din provincia Sétif, Algeria.
Populația comunei este de 10.591 de locuitori (2008).